# Órfãs d'El-Rei
Órfãs d'El-Rei eller Kungens föräldralösa var namnet på de föräldralösa flickor som från 1545 till cirka 1700 sändes från Portugal till kolonierna i det Portugisiska imperiet för att giftas bort med manliga kolonister och därmed jämna ut könsbalansen och bidra till reproduktionen. De var som regel mellan 12 och 30 år gamla, döttrar till män som dött i strid och fostrades på bekostnad av kronan. 